# Heiko Frank Scholz

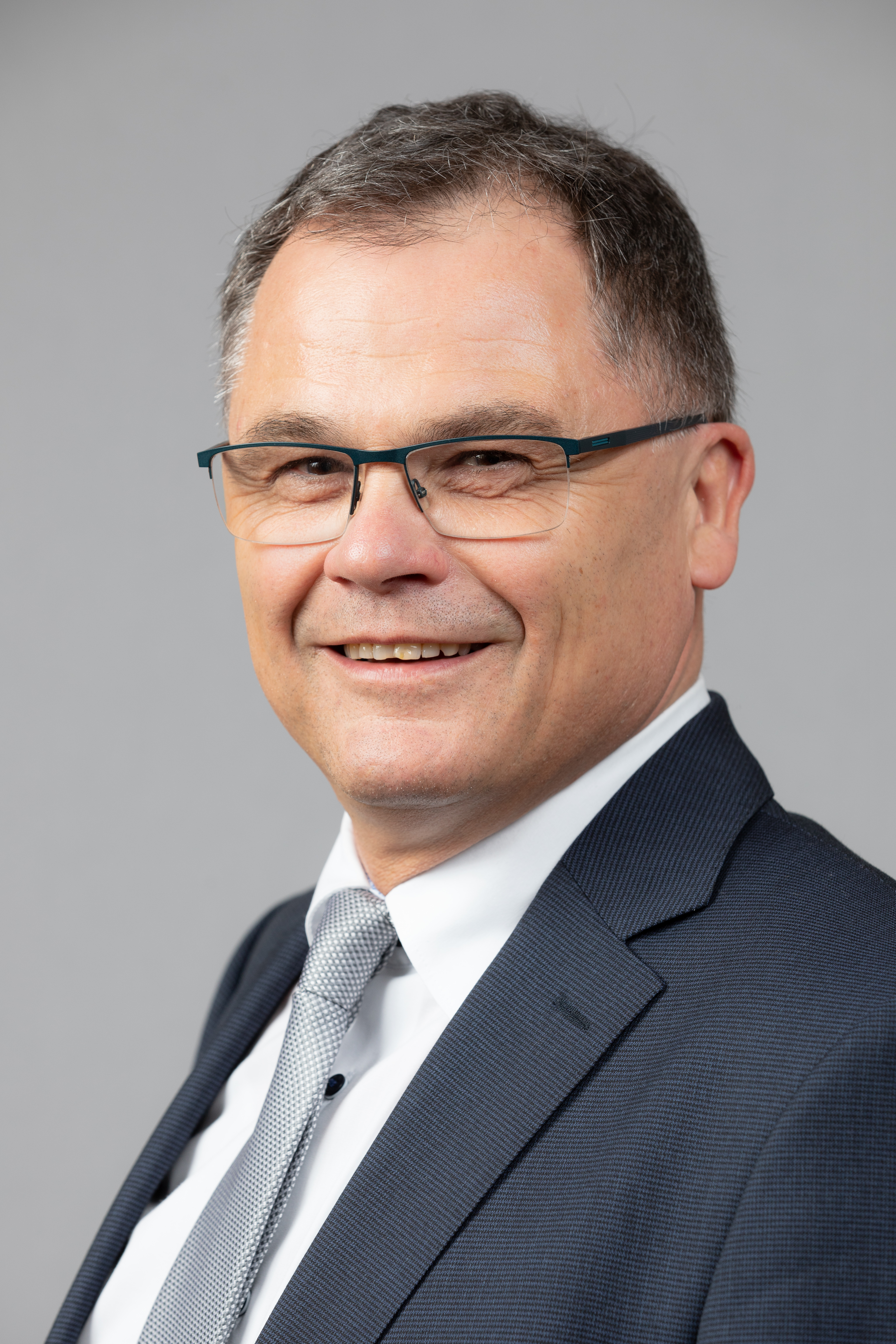
Heiko Frank Scholz, 2019

Heiko Frank Scholz (* 2. Juni 1962 in Potsdam) ist ein deutscher Politiker (AfD). Er ist Vorstandsmitglied des hessischen Landesverbandes der Alternative für Deutschland und seit 2019 Abgeordneter im Hessischen Landtag. Seit Juni 2024 ist er Beisitzer im Bundesvorstand seiner Partei. 

## Leben
Scholz wuchs in der DDR auf. Laut Eigenangaben floh er am 4. November 1989 in die Bundesrepublik Deutschland.
Von 1989 bis 1995 war er in einem mittelständischen Unternehmen tätig, zuletzt als geschäftsführender Gesellschafter.
Von 2009 bis zu seiner Wahl in den hessischen Landtag war er als verbeamteter Lehrer für Physik, Informatik und Arbeitslehre an einer Grund- und Realschule in Wiesbaden tätig. Er ist verheiratet und ist Vater von fünf Kindern.

## Politik
Seine politische Karriere begann Scholz in der damals neu gegründeten AfD. Seit 2017 ist er Kreissprecher des Kreisverbandes Main-Taunus. Im Dezember 2017 wurde er zum Beisitzer des hessischen Landesvorstands der AfD gewählt. Er zog bei der Landtagswahl 2018 über den Listenplatz 6 in den 20. Hessischen Landtag ein. Er war Wahlkampfkoordinator für die Landtagswahl 2018. Seit Oktober 2019 ist er stellvertretender Landessprecher der AfD Hessen. Im Februar 2022 war er für die AfD Mitglied der 17. Bundesversammlung. Bei der Landtagswahl 2023 zog er erneut über die Liste in den Landtag ein.